# 2000 w informatyce
Kalendarium informatyczne 2000 roku
- 17 lutego – Microsoft wydał system operacyjny Windows 2000[1].
- 29 czerwca – IBM skonstruował superkomputer ASCI White. Jego zadaniem była symulacja skutków wybuchów jądrowych[2].
- 15 sierpnia – powstał komunikator internetowy Gadu-Gadu[3].
- 14 września – Microsoft wydał system operacyjny Windows Me[4].
- 20 listopada – ukazał się mikroprocesor Pentium 4 firmy Intel[5].
- 16 grudnia – wydano pierwszą wersję aplikacji internetowej phpBB, służącą do tworzenia systemu forów dyskusyjnych dostępnych przez strony internetowe[6].
- Odnotowano niewielką liczbę awarii wywołanych tzw. pluskwy milenijnej[7].
- Opracowano standard Wireless Application Protocol, umożliwiający dostęp do Internetu z telefonu komórkowego[8].
- Powstał mBank, pierwszy polski bank wirtualny[9].